# 亞馬遜吻沙丁魚
亞馬遜吻沙丁魚為輻鰭魚綱鲱形目鲱科的其中一種，分布於南美洲奧里諾科河下游及亞馬遜河流域，體長可達8公分，棲息在淡水溪流，以浮游生物為食，成群活動，可做為食用魚。

## 擴展閱讀
維基物種上的相關：亞馬遜吻沙丁魚